# Саткинський район
Саткинський район - муніципальне утворення в Челябінській області РФ.
Адміністративний центр - місто Сатка.

## Географія
Центр Саткинського району місто Сатка розташована за 190 км на захід від обласного центру Челябінська, на західному схилі Уральських гір, межі географічної межі між Європою та Азією.

## Історія
Історія Саткинського району невідривно пов'язана з історією міста Сатки. Місто Сатка - одне із старовинних гірничозаводських міст. Єдиний в Челябінській області заснований найвідомішими в Росії промисловцями Строгановими Троїцько-Саткинський чавуноплавильний завод був закладений в 1756 році. Завод належав графу С. Г. Строганову, а потім його синові А. С. Строганову. 19 листопада 1758 року на Троїцько-Саткинськая заводі було виплавлено перший чавун. Ця дата і вважається днем заснування міста Сатки.